# Nebraska
För andra betydelser, se Nebraska (olika betydelser).
Nebraska är en delstat i Mellanvästernregionen i USA, med en befolkning på 1 896 190 invånare vid 2015 års skattning. Huvudstad är Lincoln och största stad är Omaha, båda belägna i östra delen av delstaten. Staten kallas också The Cornhusker State. Namnet sägs komma ifrån University of Nebraskas College-maskot Cornhusker. Universitetet självt tros ha tagit namnet från statens huvudsakliga jordbruksprodukt majs (corn) och från The Cornhuskers, de som skördar grödan. 
Ortnamnet Nebraska har sitt ursprung i flera siouxspråkiga stammars benämning på Platte River, på osagespråket Ni-btha-ska.

## Etymologi
Nebraskas namn kommer från de ålderdomliga otoe-orden Ñí Brásge, uttalat [ɲĩbɾasꜜkɛ] (samtida otoe Ñí Bráhge), eller det omaha-ponca Ní Btháska, uttalat [nĩbɫᶞasꜜka], vilket betyder "plant vatten" efter Platte River som rinner genom delstaten.

## Geografi
Nebraska har en liggande L-form, med ett hörn av Colorado som sticker in i delstaten från sydväst. Den i nord-sydlig led smalare och glesbefolkade nordvästra delen av delstaten kallas Nebraska Panhandle, "handtaget" på Nebraska. Den östra gränsen utgörs av Missourifloden.
Delstaten gränsar till South Dakota i norr, delstaterna Iowa och Missouri på andra sidan Missourifloden i ost respektive sydost, Kansas i söder, Colorado i sydväst och Wyoming i väster. Delstaten indelas administrativt i 93 countyn och ligger i två tidszoner: Den större östra delen och samtliga av de tio största städerna har Central Time, medan den smalare västra mer glesbefolkade delen, bland annat Scottsbluff, har Mountain Time.
Tre stora floder rinner österut till Missourifloden genom delstaten: Platte River i mellersta delen av delstaten, med källgrenarna North Platte River och South Platte River, samt Niobrara River i norr och Republican River i söder.
Nebraskas topografi är relativt platt, med få berg, och karakteriseras av ett långsamt sluttande prärielandskap från väst mot Missourifloden i öster. Den östligaste delen av delstaten är lätt kuperad, med ett böljande landskap av kullar, Dissected Till Plains, bildat genom den senaste nedisningen, och här ligger de största städerna, Omaha och Lincoln. Great Plains täcker västra delen av delstaten, med områdena Sandhills, Pine Ridge, Rainwater Basin, High Plains och Wildcat Hills. Nebraskas högsta punkt, Panorama Point, ligger på 1 653 meters höjd i västligaste delen av delstaten och är en låg höjd nära gränsen mot Colorado och Wyoming. Den lägsta punkten är Missourifloden vid gränsen mot Kansas i delstatens sydöstra hörn. Klippan Scotts Bluff i västra delen av delstaten är ett känt landmärke.
Delstaten har i marknadsföringssammanhang karakteriserat sig som "där Västern börjar", och flera platser i delstaten har i olika sammanhang pekats ut som gränsen mot Västern, exempelvis Missourifloden, korsningen 13th Street - O Street i Lincoln, 100:e meridianen och Chimney Rock.
Nebraska National Forest är den enda av USA:s nationalskogar som är gjord och planterad enbart av människor. The Lied Jungle är en regnskog inomhus, i Omaha. Det är den största regnskogen inomhus i hela världen.

## Politik

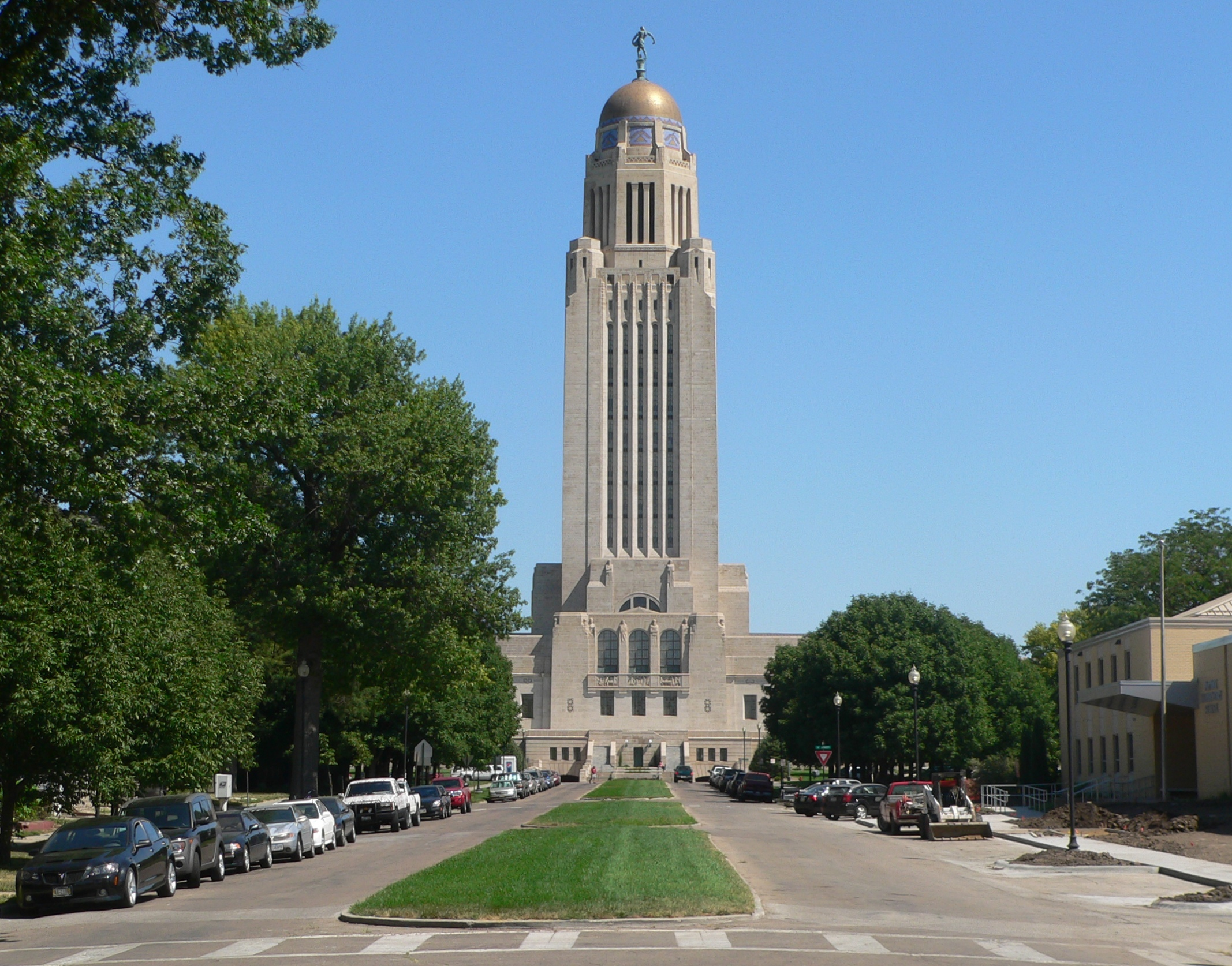
Nebraska State Capitol, säte för Nebraskas guvernör, högsta domstol och legislaturen. Byggnaden färdigställdes 1932 och är den tredje capitoliumbyggnaden på platsen sedan huvudstaden flyttades till Lincoln 1867.

Nebraskas nuvarande konstitution antogs 1875, med flera senare tillägg. Delstatsstyret är utformat efter maktdelningsprincipen, med verkställande, lagstiftande och dömande makt som balanserar varandra.
Nebraskas politik har under större delen av delstatens historia dominerats av Republikanska partiet, och sedan 1940 har delstaten röstat på republikanernas presidentkandidat i alla val utom Lyndon B. Johnsons stora seger 1964. Trots detta har även flera demokrater valts till guvernörsämbetet under samma period. Det starkaste demokratiska fästet i delstaten är Thurston County, vars yta helt upptas av Omaha- och Winnebago-folkens indianreservat.
Nebraska hade dödsstraff på straffskalan fram till 27 maj 2015. Delstaten var den sista att använda elektriska stolen vid avrättningar. Nebraskas högsta domstol förklarade dock denna avrättningsmetod som grundlagsstridig redan år 2008. Från det att dödsstraffet infördes på nytt i USA 1976 tills det att det avskaffades 2015 har 3 personer avrättats. Den senaste avrättningen ägde rum 1997.

### Guvernör och regering
Nebraskas guvernör är överhuvud för den verkställande grenen av delstatens styre. Guvernören har veto mot lagar stiftade av delstatslegislaturen, som dock kan kringgå vetot med tre femtedels kvalificerad majoritet. Sedan 1966 väljs guvernören för en fyraårig ämbetsperiod, med möjlighet till omval. En guvernör kan väljas till högst två ämbetsperioder i följd, men det finns ingen övre gräns för det totala antalet perioder. Amerikanska medborgare som är minst 30 år gamla och har varit folkbokförda i delstaten i minst 5 år är valbara till guvernörsämbetet. Andra valda ämbeten är viceguvernören (engelska: Lieutenant Governor), delstatens justitieminister (engelska: Attorney General), statssekreteraren (engelska: Secretary of State), delstatens finansminister (engelska: State Treasurer) och delstatens revisor (engelska: State Auditor). Samtliga väljs för ämbetsperioder på fyra år. I händelse av guvernörens frånvaro, förtida avgång eller död övertas guvernörsämbetet av viceguvernören i första hand och delstatslegislaturens talman i andra hand.

### Lagstiftande församling
Nebraskas legislatur är sedan 1934, då underhuset avskaffades, den enda i USA med bara en kammare, och de 49 medlemmarna tituleras senatorer. Övriga delstater har två kammare precis som på federal nivå. Alla val till legislaturen sker genom personval i enmansvalkretsar där inte partibeteckning sätts ut på valsedeln, och senatorerna har därför relativt fritt mandat i förhållande till sina partier. Det finns bara ett enda gemensamt primärval, där de två kandidaterna med flest röster går vidare till det allmänna valet. Hälften av senatorerna väljs vid val vartannat år, så att ämbetsperioden blir sammanlagt fyra år. För att vara valbar till legislaturen måste man vara minst 21 år, amerikansk medborgare och ha varit folkbokförd i delstaten i minst ett år. Senatorer kan väljas till högst två ämbetsperioder i rad, men kan ställa upp till ytterligare omval efter en mellanliggande period.

### Domstolar
Nebraska har ett enhetligt rättssystem, där Nebraskas högsta domstol är administrativt överordnad alla delstatsdomstolar. Domstolen kan pröva om lagar är enhetliga med delstatens konstitution, och med en kvalificerad majoritet på fem av sju domare förklara legislaturens lagar för oförenliga med delstatskonstitutionen. Domare på alla nivåer i delstaten nomineras enligt Missouriplanen, vilket betyder att domarna utses av guvernören från en lista och därefter måste få sin utnämning bekräftad genom val vid det första allmänna valet efter minst ett års tjänstgöring. Den lägsta nivån av domstolar är countydomstolar, därefter följer tolv distriktsdomstolar, överklagandedomstolen som hanterar överklaganden från distriktsdomstolar, ungdomsdomstolar och arbetsdomstolar, och slutligen Nebraskas högsta domstol som sista instans på delstatsnivå.

### Federala val i Nebraska

2013 års valdistriktsindelning av Nebraska vid val till USA:s representanthus och till Elektorskollegiet för val av USA:s president. Första distriktet är markerat i grönt, andra i blått och tredje i beige.

Nebraska har som alla delstater två senatorer. Genom sin befolkning har delstaten tre medlemmar av USA:s representanthus och indelas i tre valdistrikt för kongressval sedan 1963, sedan 1992 även för presidentval. Första distriktet omfattar städerna Lincoln, Bellevue, Fremont och Norfolk och de tätbefolkade östra delarna av delstaten, med undantag för de centrala delarna av Omahas storstadsområde, som tillhör andra distriktet. Det mer glesbefolkade tredje distriktet täcker återstående tre fjärdedelar av delstaten, 68 1/2 countyn, och omfattar bland annat städerna Grand Island, Kearney, Hastings, North Platte och Scottsbluff.
Nebraska är sedan 1992 tillsammans med Maine en av de två delstater där elektorsrösterna kan fördelas mellan olika presidentkandidater. Delstaten har fem elektorsröster, varav två går till kandidaten med flest röster från hela delstaten och de övriga tre till respektive vinnare i vart och ett av de tre kongressdistrikten. I valet 2008 röstade det andra valdistriktet (Omahas distrikt) på demokraten Barack Obama, och en av de fem elektorerna från Nebraska valdes därför för att rösta på Obama, medan övriga fyra elektorer gick till republikanen John McCain.

## Historia

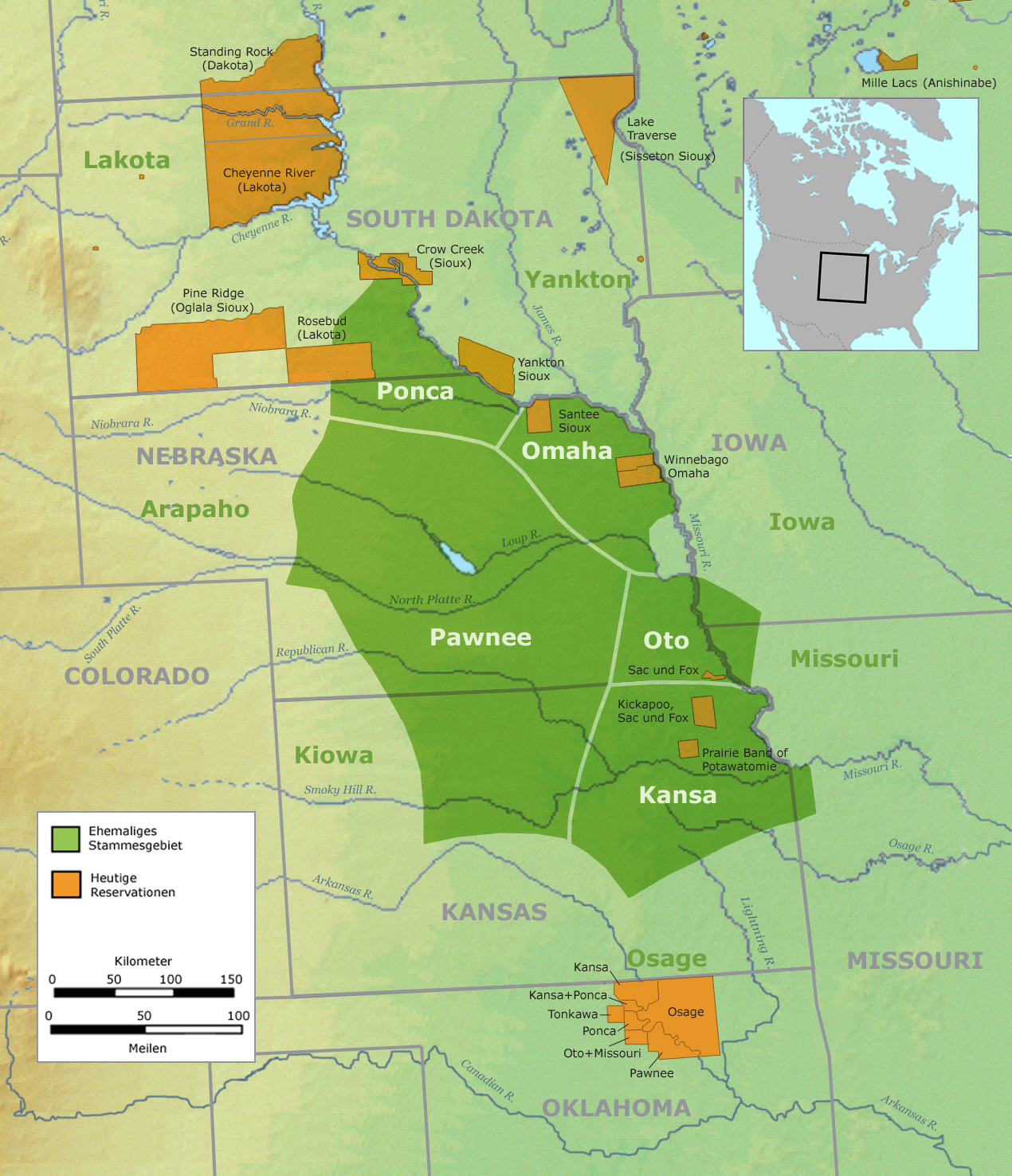
Ungefärliga utbredningsområden (gröna) för ursprungsamerikanska stammar vid tiden för de första europeiska nybyggarnas ankomst. Nuvarande indianreservat markeras i orange.

Regionen har befolkats av ursprungsamerikanska stammar i tusentals år. Några av de stammar som i historisk tid bott i regionen är Omaha, Missouria, Ponca, Pawnee, Otoe och olika Lakotastammar, av vilka några tidigare varit bosatta längre österut men migrerat västerut i takt med att den europeiska kolonisationen rört sig längre västerut. 
Spanien och Frankrike var de första europeiska staterna som gjorde anspråk på området. Under 1690-talet började spanska handelsmän handla med apacherna, som då kontrollerade västra delen av nuvarande Nebraska. Omkring 1703 hade även franska köpmän etablerat handel med ursprungsbefolkningen vid Missourifloden, och kom under åren fram till 1719 att upprätta flera fredsavtal med lokala stammar. Efter att Spanien och Frankrike förklarat krig mot varandra skickades en spansk expeditionsstyrka, Villasurexpeditionen, till området under generallöjtnant Pedro de Villasur 1720. Expeditionen besegrades och massakrerades av Pawnee- och Otoekrigare allierade med Frankrike nära nuvarande Columbus, Nebraska, vilket fick Spanien att ge upp alla vidare försök att utforska området under större delen av 1700-talet.
Frankrike avträdde Louisianaterritoriet till Nya Spanien 1762 under sjuårskriget, vilket gjorde Spanien och Storbritannien till de två dominerande kolonialmakterna i området. Britterna etablerade handelskontakter med de lokala stammarna under denna period fram till 1773. Spanien skickade två handelsexpeditioner uppför Missourifloden 1794-1795, och etablerade den första europeiska bosättningen nära mynningen av Platte River. Senare samma år etablerades Fort Carlos IV nära nuvarande Homer, Nebraska.

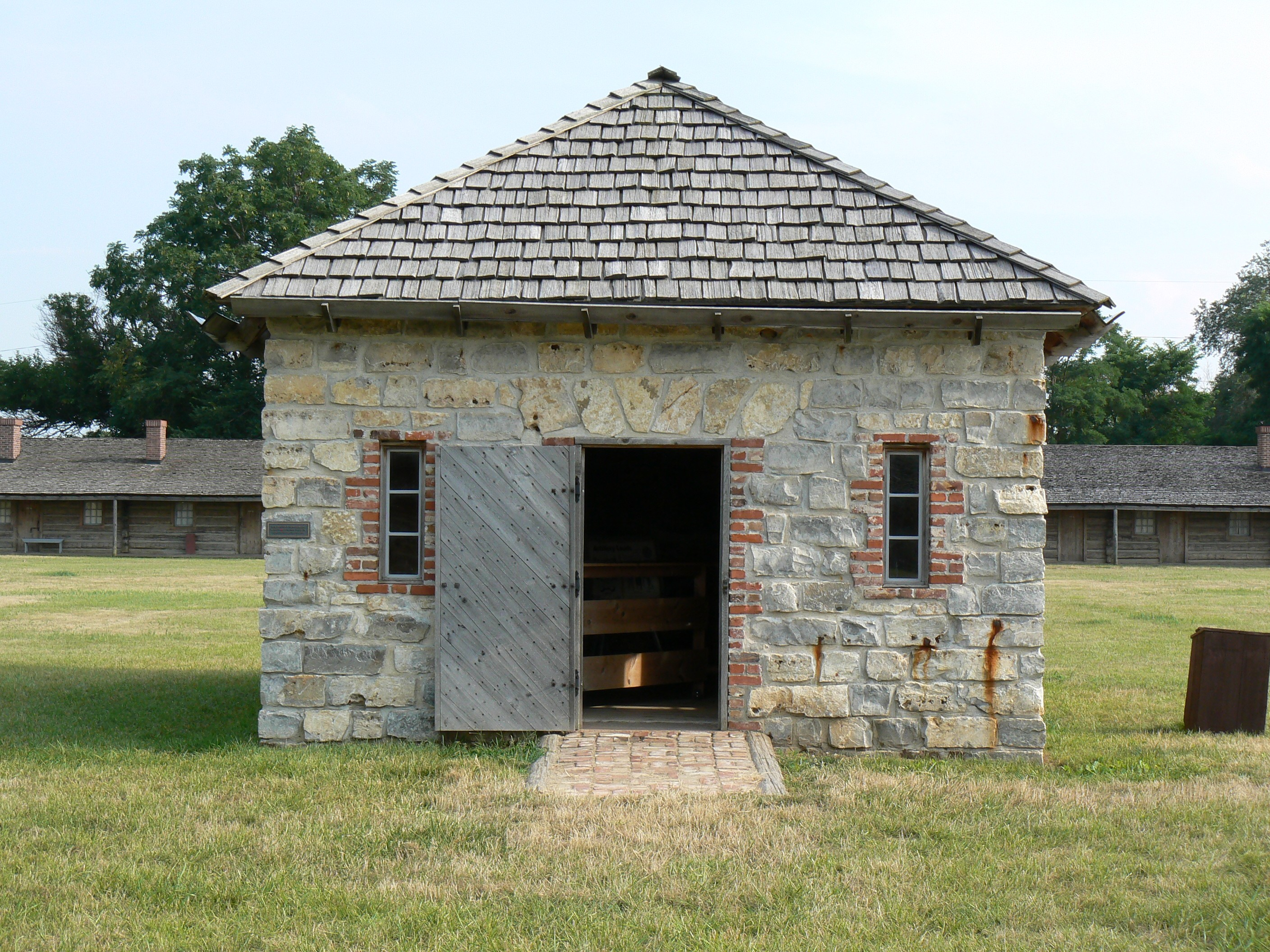
Fort Atkinson var i bruk 1819–1827 och var USA:s första militära utpost i området.

År 1819 etablerade USA:s armé Fort Atkinson som första militära utpost väster om Missourifloden, nära nuvarande Fort Calhoun, Nebraska. Fort Atkinson övergavs 1827 efter att gränsen för nybyggarnas expansion flyttades längre västerut. Först efter guldrushen i Kalifornien 1848 kom den europeisk-amerikanska bosättningen i området att ta fart på allvar.
Delstatens direkta föregångare, Nebraskaterritoriet, bildades genom den federala Kansas-Nebraskalagen 1854. Ursprungligen var territoriet betydligt större än dagens delstat Nebraska och inkluderade även delar av dagens Colorado, Idaho, Wyoming, Montana, North Dakota och South Dakota, men senare kom stora delar av territoriet att överföras till Coloradoterritoriet (bildat 1861), Dakotaterritoriet (bildat 1861) och Idahoterritoriet (bildat 1863). 
Den första huvudstaden för Nebraskaterritoriet blev Omaha, som valdes av den tillförordnade guvernören Thomas B. Cuming. En politisk dragkamp uppstod mellan de nybyggare som bodde norr om Platte River och de som bodde söder om floden, och då fler invånare bodde söder om floden kom huvudstaden därför att flyttas. Kort efter delstatens bildande 1867 beslutades att flytta huvudstaden till byn Lancaster i Lancaster County längre söderut, och orten döptes om till Lincoln.

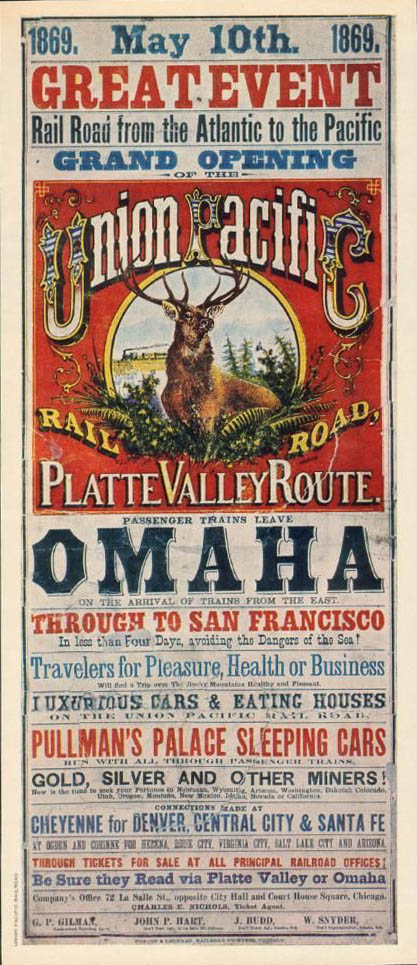
Reklamaffisch för Union Pacific i samband med den transamerikanska järnvägens öppnande 1869.

Planeringen och byggandet av den transamerikanska järnvägen under 1850-talet och 1860-talet kom att i hög grad påskynda etablerandet av nya jordbruksmarker, boskapsrancher och järnvägsstäder i trakten omkring Platte River och källfloden South Platte River. Bland annat Columbus, Nebraska och Fremont, Nebraska grundades längs järnvägens förväntade rutt och nybyggarlederna västerut under 1850-talet, och Grand Island, Nebraska och North Platte, Nebraska grundades i samband med järnvägens ankomst senare under 1860-talet. Järnvägens färdigställande 1869 gjorde också Omaha och Council Bluffs, Iowa på andra sidan floden till viktiga järnvägsknutar för resande mellan östra och västra USA.
År 1872 grundade J. Sterling Morton Arbor Day, en högtid då man planterade träd. Morton visste att träden skulle hjälpa människor att bygga hus i Nebraska och att jorden skulle bli bördigare. Arbor Day firas fortfarande i USA och dagen inträffar den sista fredagen i april.

## Ekonomi och näringsliv
Enligt Bureau of Economic Analysis var delstatens Nebraskas bruttoprodukt 2010 89,8 miljarder dollar. Delstaten hade 2004 den 25:e högsta per capita-inkomsten av USA:s 50 delstater, och den lägsta arbetslösheten av alla delstater, 2,5 procent, i april 2015.
Den viktigaste näringssektorn är jordbruk och livsmedelsindustri, och delstaten är en stor producent av nötkött, fläskkött, majs, sojabönor och durra. Andra viktiga näringsgrenar är transporter, tillverkningsindustri, telekommunikation, IT och försäkringar.
Kända varumärken från Nebraska är bland annat Kool Aid, som uppfanns i Hastings, Nebraska 1927, och CliffsNotes, utvecklat i Rising City, Nebraska.
Berkshire Hathaway, finansmannen Warren Buffetts bolag och ett av världens största, har sitt högkvarter i Omaha, liksom järnvägsbolaget Union Pacific och opinionsundersökningsföretaget Gallup.

## Städer och befolkning

### Största städer

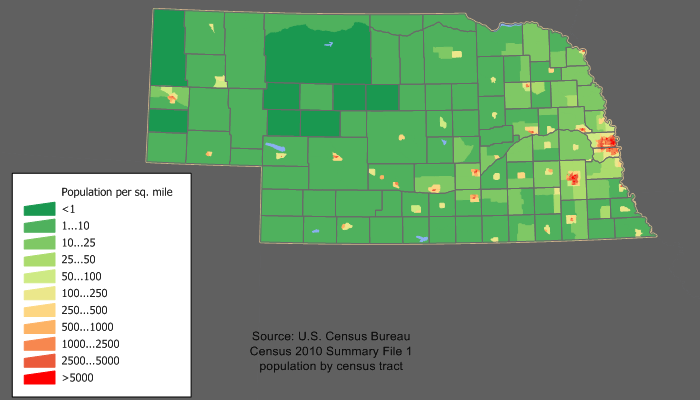
Befolkningstäthet i Nebraska

Nebraskas största städer i storleksordning, med folkmängd inom stadskommunen 2004:
- Omaha – 409 416

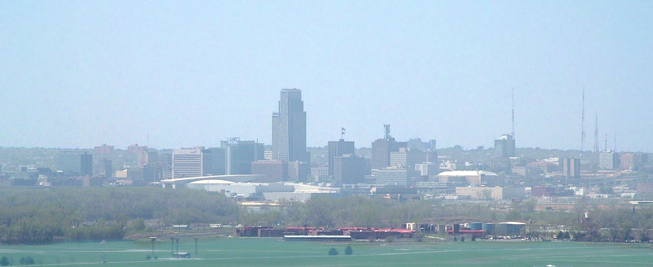
Omaha.

- Lincoln – 236 146, delstatshuvudstad
- Bellevue – 47 347
- Grand Island – 44 287
- Kearney – 28 640
- Fremont – 25 272
- Norfolk – 24 072
- North Platte – 23 944
- Hastings – 23 404
- Columbus – 20 881
- Papillion – 19 497
- Scottsbluff – 14 767
- La Vista – 14 685
- Beatrice – 12 963
- South Sioux City – 12 142
- Lexington – 10 056

Den mindre staden Gothenburg grundades av en svensk utvandrare från Göteborg.

### Definitioner
Nebraskas delstatslag definierar följande typer av stads- respektive bykommuner. Vissa undantag finns, då en stad kan besluta att klassificera sig som Village trots att den storleksmässigt är eller har varit en Second Class City. En village har mindre grad av självstyre gentemot det county och eventuellt township (en typ av kommun som bara finns i vissa countyn) som orten ligger i, medan cities är mer administrativt oberoende och tillhandahåller fler typer av tjänster till invånarna i egen regi.
- Metropolitan Class City (över 300 000 invånare), 1 stad (Omaha)
- Primary Class City 	(100 000–300 000), 1 stad (Lincoln)
- First Class City 	(5 000–100 000), 30 städer
- Second Class City 	(800–5 000), 117 städer
- Village 	(100–800), 381 byar

## Kommunikationer

### Vägar
De federala motorvägarna Interstate 76, 80, 129, 180, 480 och 680 går genom delstaten.

### Järnvägar
Union Pacific Railroad har sitt högkvarter i Omaha och är sedan 1860-talet, då den första transamerikanska järnvägen byggdes genom Nebraska, det största järnvägsbolaget i delstaten. Union Pacifics Bailey Yard i North Platte är världens största rangerbangård. 
Amtrak bedriver passagerartrafik på linjen California Zephyr (Emeryville, Kalifornien – Denver, Colorado – Omaha, Nebraska – Chicago, Illinois) genom delstaten; tågen stannar i Nebraska vid stationerna i Omaha, Lincoln, Hastings, Holdrege och McCook. 
Andra järnvägsbolag med trafik i regionen är BNSF, Canadian Pacific Railway och Iowa Interstate Railroad.

### Flyg
Eppley Airfield i östra Omaha är delstatens största flygplats, med drygt 4 miljoner passagerare 2015, mer än tio gånger så många som alla andra mindre flygplatser i delstaten tillsammans. Från flygplatsen finns direktförbindelse med inrikesflyg till många storstäder i USA.

## Kända personer från Nebraska
- Marlon Brando, skådespelare
- Tim Walz, Demokraternas vicepresidentkandidat inför presidentvalet i USA 2024.
- Gerald Ford, USA:s president 1974–1977
- Malcolm X, amerikansk aktivist
- Willa Cather, författare
- Warren Buffett, miljardär
- Andy Roddick, tennisspelare
- Conor Oberst, musiker
- Fred Astaire, skådespelare och dansare
- Dick Cheney, USA:s vicepresident 2001-2009